# Грубич Костянтин Володимирович
Костянти́н Володи́мирович Грубич (нар. 20 серпня 1968, Полтава) — журналіст, ведучий телевізійних програм «Знак якості» та «Твій день».

## Життєпис
Почав друкуватись у пресі з 1982 року, ще під час навчання в середній школі.
- 1985—1992 — навчався у Київському університеті ім. Т. Шевченка на факультеті журналістики.
- 1987—1989 — проходив строкову службу в Радянській армії на Забайкаллі, в редакції дивізійної газети «Боевое знамя», тоді ж прийнятий до Спілки журналістів СРСР, на той час — наймолодший у СРСР член цієї організації.
- 1989 — почав працювати на українському телебаченні в головній редакції програм для дітей та юнацтва.
- 1992—1994 — автор і ведучий першої власної програми, ділової гри для підлітків «Клас-юніор-бізнес».
- 1995—1997 — авторська програма «Юнацьке ток-шоу Вибрики», яка була номінована на премію «Золота ера» як найкраще ток-шоу.
- З кінця 1997 року запрошений розробити дитячо-юнацьке мовлення на 1+1.
- З 1998 — автор і ведучий щоденної програми «Дитячий сеанс».
- 1998—1999 — автор і ведучий прямоефірної щоденної програми «Не всі вдома».
- З 2000 року — репортер «ТСН».
- З грудня 2005 року — автор сценарію та автор сюжетів для програми «Смачна країна».
- З вересня 2006 — автор і ведучий програми «Глухоманія із Костянтином Грубичем».
- З листопада 2006 — ведучий програми «Сніданок з 1+1».
- З травня 2007 — автор і ведучий програми «Смачна країна».
- У серпні 2007 — перейшов на телеканал «Інтер» керівником та ведучим проекту «Знак якості»[1]. Згодом перейшов на СТБ.
- У вересні 2015 відкрив персональний ютуб-канал, на якому прямо, без посередників у вигляді телеканалів, спілкується з глядачами на предмет української кухні.[2]
- З 2016 — ведучий рубрики «Смачна країна» в програмі «Ранкова хвиля» на «Громадському радіо».
- З 2018 підтримує незалежний ЗМІ Tokar.ua[3]
- З жовтня 2018 — ведучий рубрики «Польова кухня» в тижневику «ТСН-тиждень» (1+1).

2015 року «Видавництві Старого Лева» вийшла його книжка «Смачна країна».

## Сім'я
Одружений, виховує доньку Владиславу та сина Ярослава. Молодша донька Ольга померла 12 липня 2014 року, отримавши важкі травми після того, як її збила автівка, і пролежавши два тижні в комі.

## Нагороди
- 2006 — премія Телетріумф у номінації «Репортер».